# Elitserien i handboll för damer 2004/2005
Elitserien i handboll för damer 2004/2005 spelades 21 september 2004-22 mars 2005 och vanns av IK Sävehof. Skuru IK vann dock det svenska mästerskapet efter slutspel.
Den tidigare finalserien ersattes denna säsong med en enda finalmatch, med på förhand bestämd spelort, precis som på herrsidan, inspirerat av svenska bandyfinalen, som avgör svenska mästerskapet i bandy.

## Sluttabell[1]
| Nr | Lag                   | Matcher | Vinst | Oavgjort | Förlust | +/-     | Poäng |
| -- | --------------------- | ------- | ----- | -------- | ------- | ------- | ----- |
| 1  | IK Sävehof            | 22      | 17    | 1        | 4       | 615-483 | 35    |
| 2  | Skuru IK              | 22      | 16    | 3        | 3       | 648-546 | 35    |
| 3  | Skövde HF             | 22      | 16    | 3        | 3       | 627-537 | 35    |
| 4  | Team Eslövs IK        | 22      | 12    | 5        | 5       | 632-586 | 29    |
| 5  | Spårvägens HF         | 22      | 12    | 3        | 7       | 595-533 | 27    |
| 6  | Irsta Västerås        | 22      | 11    | 3        | 8       | 606-570 | 25    |
| 7  | Skånela IF            | 22      | 9     | 2        | 11      | 580-570 | 20    |
| 8  | Önnereds HK           | 22      | 9     | 1        | 12      | 568-574 | 19    |
| 9  | Kungälvs HK           | 22      | 4     | 4        | 14      | 532-598 | 12    |
| 10 | Stockholmspolisens IF | 22      | 4     | 4        | 14      | 486-568 | 12    |
| 11 | G/T-76 IK             | 22      | 4     | 4        | 14      | 517-630 | 12    |
| 12 | Kärra HF              | 22      | 1     | 1        | 20      | 448-659 | 3     |

## Slutspel om svenska mästerskapet[1]

### Kvartsfinaler: bäst av tre
- 30 mars 2005: Irsta Västerås-Team Eslövs IK 33-28
- 30 mars 2005: Önnereds HK-IK Sävehof 22-26
- 30 mars 2005: Skånela-Skuru IK 28-32
- 30 mars 2005: Spårvägens HF-Skövde HF 16-26

- 1 april 2005: IK Sävehof-Önnereds IK 26-20 (IK Sävehof vidare med 2-0 i matcher)
- 2 april 2005: Skuru IK-Skånela IF 24-23 (Skuru IK vidare med 2-0 i matcher)
- 2 april 2005: Team Eslövs IK-Irsta Västerås 23-27 (Irsta Västerås vidare med 2-0 i matcher)
- 2 april 2005: Skövde HF-Spårvägens HF 27-24 (Skövde HF vidare med 2-0 i matcher)

### Semifinaler: bäst av fem
- 8 april 2005: IK Sävehof-Skövde HF 22-23
- 8 april 2005: Skuru IK-Irsta Västerås 31-19

- 11 april 2005: Skövde HF-IK Sävehof 21-18
- 11 april 2005: Irsta Västerås-Skuru IK 22-24

- 13 april 2005: IK Sävehof-Skövde HF 30-29
- 13 april 2005: Skuru IK-Irsta Västerås 30-26 (Skuru IK vidare med 2-0 i matcher)

- 15 april 2005: Skövde HF-IK Sävehof 26-32

- 17 april 2005: IK Sävehof-Skövde HF 28-30 (Skövde HF vidare med 3-2 i matcher)

### Final
- 23 april 2005: Skuru IK-Skövde HF 24-23 (Globen)

Skuru IK svenska mästarinnor säsongen 2004/2005.

## Skytteligan
- Jessica Enström, Irsta HF - 21 matcher, 178 mål[2]

### Fotnoter
1. 1 2   Handbollboken 2005/06. 2006. sid. 193
2. ↑  ”Skyttedrottningar 1984–2012”. Svenska Handbollsförbundet. 2011 – 2012. Arkiverad från originalet den 21 april 2013. https://web.archive.org/web/20130421230635/http://www.svenskhandboll.se/ImageVaultFiles/id_2945/cf_31/Elit_Damer_Skyttedrottningar.PDF. Läst 29 juni 2014.